# Satzbau in der spanischen Sprache
Ein spanischer Satz, oración, ist eine aus einem Wort oder mehreren Wörtern bestehende in sich geschlossene sprachliche Einheit, mit der ein Sprecher oder Schreiber den Sprechakt vollzieht. Im Gegensatz zum deutschen gilt für den spanischen Satz, oración, dass er aus semantischer Sicht als die kleinste kommunikative Entität mit einer vollständigen Bedeutung gilt; aus morphologischer Sicht enthält der spanische Satz mindestens ein konjugiertes Verb. Syntaktisch funktioniert der spanische Satz autonom und unabhängig.
Um einen Satz bilden zu können, benötigt der Sprachproduzent zum einen:
- ein Lexikon, das Wörter enthält sowie
- eine Grammatik, die demjenigen Regeln zuteilwerden lässt, der die Worte zu größeren Einheiten zusammenfügt. Die Grammatik stellt einen Fundus von Strukturmustern dar.

Strukturmuster sind Beschreibung von Beziehungen (Relationen) zwischen der sprachlichen Elementen oder Hierarchisierungen von Beziehungsregeln, die zu Gesetzmäßigkeiten formuliert werden können, wie sich Wörter zu Phrasen und Phrasen zu Sätzen zu kombinieren lassen.
Normalerweise führt der Satz grundsätzlich zwei Elemente mit sich, das Subjekt, sujeto, und das Prädikat, predicado.

## Der spanische Satz

### Einteilung des spanischen Satzes
Man kann den spanischen Satz in zwei große Gruppen unterteilen:
- den einfachen Satz, oración simple, und
- den zusammengesetzten Satz, oración compuesta.[3]

### Verschiedene Formen des spanischen Satzes

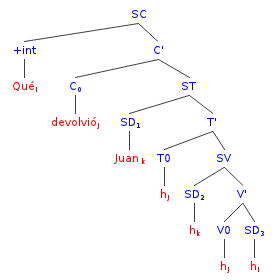
Struktur des Fragesatzes (Interrogativsatz, Oración interrogativa): „¿Qué devolvió Juan?“

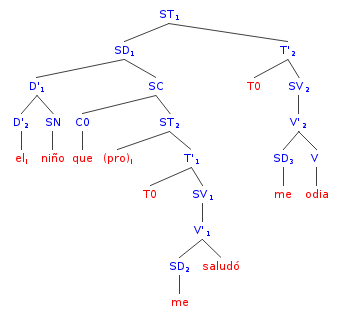
Konstituentenstruktur eines Satzes, mit einem zusammengesetzten Satz (oración compuesta): „El niño que me saludó me odia.“ Der Nebensatz, oración subordinada, ist hier ein Relativsatz, oración de relativo.
SN sintagma nominal, SD sintagma determinante, SV sintagma verbal, N nombre, adjetivo o pronombre, V verbo, P preposición, C complemento, CP construcción preposicional, D determinante

Man findet in der spanischen Sprache verschiedene Satzarten, so den
- Aussagesatz (Deklarativsatz), oración enunciativa
  - bejahter Aussagesatz, oración enunciativa afirmativa.
– Beispiel: Juana vende un coche Juana verkauft ein Auto.
    - mit zwei Objekten (direktes Objekt, indirektes Objekt).

– Beispiel: Juana vende un coche a su hija Juana verkauft ihrer Tochter ein Auto.
    - mit prädikativer Ergänzung.

– Beispiel: Juana es muy ducho en negocios Juana ist sehr gewandt in Geschäften.
    - mit adverbialer Bestimmung.

– Beispiel: Esta mañana Juana ha leído modo de empleo Heute Morgen hat Juana die Gebrauchsanweisung gelesen.
  - verneinter Aussagesatz, oración enunciativa negativa.

– Beispiel: Juana no ha comprado un coche Juana hat kein Auto gekauft.

- Fragesatz (Interrogativsatz), oración interrogativa
  - Fragesätze in der direkten Rede, direkte Fragesätze, oraciones interrogativas directas.

– Beispiel: Dice ¿Has terminado tu jornada? Er/sie sagt: Hast du deine Arbeitszeit beendet?
  - Fragesätze in der indirekten Rede, indirekte Fragesätze, oraciones interrogativas indirectas.

– Beispiel: Pregunta si ha terminado su trabajo Er/sie fragt, ob er/sie seine/ihre Arbeit beendet hat.
- Aufforderungssatz (Imperativsatz), oración exhortativa
- Ausrufe-Fragesatz (Deklarativ-Interrogativsatz), oración exclamativa
- Relativsatz, oración de relativo
- Indirekte Rede, estilo indirecto
- Verneinungssatz, oración enunciativa negativa
- zusammengesetzte Satzarten, oraciones compuestas, so den Nebensatz, oración subordinada
- Bedingungssatz, oración condicional

Der Aussagesatz gehört zu den einfachen Sätzen. Die grundlegende Wortstellung im Aussagesatz ist Subjekt – Prädikat – Objekt. Wenn es ein direktes und indirektes Objekt gibt, steht das direkte Objekt in der Regel vor dem indirekten Objekt (im Deutschen ist das umgekehrt).
– Beispiel: Florentina escribe una carta a su amiga Florentina schreibt ihrer Freundin eine Karte.
Wenn aber das direkte Objekt wesentlich umfangreicher als das indirekte Objekt ist, wird diese Anordnung umgekehrt. Das indirekte Objekt (Dativ) steht nun vor dem direkten Objekt (Akkusativ).
– Beispiel: Florentina escribe a su amiga una carta de diez páginas y algunas fotografías Florentina schreibt ihrer Freundin eine Karte mit zehn Seiten und einigen Fotos.
- Subjekt – Prädikat – indirektes Objekt (Dativ) – direktes Objekt (Akkusativ) – adverbiale Bestimmung oder – präpositionales Objekt.[6]

Dabei weist die Abfolge der einzelnen Satzglieder im Spanischen viele Variationsmöglichkeiten auf:
- Subjekt – Prädikat – adverbiale Bestimmung

– Beispiel: Florentina trabaja en una discoteca.
- Prädikat – Subjekt – adverbiale Bestimmung.

– Beispiel: Trabaja Florentina en una discoteca.
- adverbiale Bestimmung – Prädikat – Subjekt.

– Beispiel: En una discoteca trabaja Florentina.
- Prädikat – adverbiale Bestimmung – Subjekt.

– Beispiel: Trabaja en una discoteca Florentina.
- Subjekt – Prädikat – direktes Objekt (Akkusativ) – indirektes Objekt (Dativ) – präpositionales Objekt – Ergänzungen.

Wie sich zeigt, sind die Satzteile in ihrer Position mehr oder weniger frei. Sie können am Satzanfang, nach dem Verb oder am Satzende stehen. Das gilt besonders für die Adverbien und die adverbialen Bestimmungen.
Trotz dieser reichhaltigen Möglichkeiten, die Wortfolge des spanischen Satzes umzukehren, unterliegen diese gewissen Restriktionen:
- Das Verb bzw. Prädikat darf nicht nach Subjekt und Objekt stehen – also nie an dritter Position – und alle Verbformen gehören zusammen, Satzklammern wie im deutschen Satz gibt es nicht. Deshalb darf zwischen dem Hilfsverb haber und dem Partizip kein anderes Wort eingeschoben werden.
- Einige Sprachelemente fördern die Subjektinversion, das Subjekt steht nach dem Verb.
- Wird das Objekt vorangestellt, erfolgt meistens die Wiederholung am Verb durch ein Personalpronomen. Man beachte aber hierbei entsprechende Ausnahmen.
- Ersetzt man die Objekte durch Pronomen, stellt man die Objektpronomen vor das Verb, dabei zuerst das indirekte Objekt (Dativ; me, te, se, os) und hiernach das direkte Objekt (Akkusativ; lo, la, los, las).
- Personalpronomen (me, te, nos, os, le, les, lo, la, los, las) werden bei der konjugierten Form zuvor, am Infinitiv, Gerundium und bejahten Imperativ aber danach angehängt.
- Verneinungspartikeln stehen immer vor dem Verb, aber vor den Personalpronomina (wie me, te, nos, os, le, les, lo, la, los, las) und vor dem Reflexivpronomen se.[7]

Bei zusammengesetzten Satzarten (komplexer Satz) gilt im Spanischen, dass die Wortstellung in Haupt- und Nebensätzen gleich ist (siehe auch Hypotaxe und Parataxe). Dies steht im Gegensatz zum Deutschen, wo ein Nebensatz mit einem Verb beendet wird. Beachten muss man hingegen im Spanischen stets, ob der Indikativ oder der Subjunktiv im Nebensatz gefragt ist.

### Einteilung der Nebensätze
Man unterscheidet formal folgende Typen von Nebensätzen:
- oraciones subordinadas, die mit einer Konjunktion oder Subjunktion oder einem Konjunktionalausdruck eingeleitet werden;
- Subjektsätze, oraciones sustantivas de sujeto;
- direkte Objektsätze oder mit einem Akkusativobjekt, oraciones sustantivas de objeto directo;
- indirekte Objektsätze oder mit einem Dativobjekt, oraciones sustantivas de objeto indirecto;
- Attributsätze, oraciones atributivas;
- Relativsätze, oraciones de relativo;
- Adverbialsätze, oraciones circunstanciales. Ein Nebensatz steht anstelle einer adverbialen Bestimmung. Adverbialsätze lassen sich weiter differenzieren in (hier die wichtigsten):
  - Kausalsatz (Begründungssatz), oración causal
  - Temporalsatz, oración temporal
  - Konsekutivsatz (Folgesatz), oración consecutiva
  - Finalsatz (Absicht, Zweck), oración final
  - Konditionalsatz (Bedingungssatz), oración condicional
  - Konzessivsatz (Einräumungssatz, Gegengrundsatz), oración concesiva[9]

#### Die Bedeutung der koordinierenden Konjunktionen beim Satzbau
Die subordinierenden oder unterordnenden Konjunktionen, conjunciones subordinantes, koordinieren die Verbindung im Satzgefüge zwischen einem Hauptsatz und einem Nebensatz. Wenn Nebensätze dem Hauptsatz direkt untergeordnet sind, handelt es sich um eine sogenannte Hypotaxe, man nennt den Nebensatz dann auch Gliedsatz (des Hauptsatzes).

### Satzbeispiele
Der reguläre Satzbau im Spanischen lautet:
Subjekt – Verb (gilt für alle Verbformen) – direktes Objekt (in der Kasusterminologie Akkusativ) – indirektes Objekt (in der Kasusterminologie Dativ).
Diese Wortfolge lässt sich mit gewissen Einschränkungen auch umkehren.
Der spanische Satz verfügt über mindestens einen Hauptsatz, oración principal, oder aber einen Hauptsatz und einen Nebensatz, oración subordinada. Letztere Satzstrukturen heißen Satzgefüge, oraciones cláusulas.
Zentral ist in der klassischen Grammatik der Begriff der Prädikation, indem einem Subjekt eine Eigenschaft, ein Prädikat, im weiteren Sinne ein Verb oder einer Aktion zugeordnet wird. Um mit dieser Konstruktion bestehend aus Subjekt und Prädikat weitere Aussagen zu versprachlichen, wurde das System um zusätzliche Satzglieder erweitert, so durch das Objekt, die adverbialen Bestimmung und dem Attribut.
Vereinfacht bildet sich ein spanischer Satz wie folgt ab:
```
 
Wer 
 „
Subjekt
“
 
macht
 „
Prädikat
“
 
was
 „
direktes Objekt (in Kasusterminologie Akkusativ)
“
 
für wen
 „
indirektes Objekt (in der Kasusterminologie Dativ)
“
, 
unter welchen Umständen
 „
adverbiale Bestimmung
“
 ?
 
¿Quién hace qué para quién, en qué circunstancias?

 
Juana
 
escribe
 
una carta
 
a su padre
 
en la calle.
```

Adverbiale Bestimmungen können auch zwischen dem Subjekt und dem Prädikat stehen. – Beispiel:
```
 
María
 
en la calle
 
escribe
 
una carta
.
```

Werden direktes und indirektes Objekt durch ein Pronomen ersetzt, steht das indirekte oder Dativpronomen vor dem direkten oder Akkusativpronomen. – Beispiel:
```
 
Juana
 
me
 
lo
 
ha dicho
.
```

Pronomen werden an die infiniten Verbformenangehängt und mit einem Akzent versehen. – Beispiel Infinitiv:
```
 
Juana
 
va a
 llegarte.
 
Juana
 
va a
 explicártelo.
```

Ist das indirekte Objekt (in Kasusterminologie Dativ) länger als das direkte Objekt (in Kasusterminologie Akkusativ) kehrt sich Reihenfolge um. – Beispiel:
```
 
Juana
 
manda
 
a su amiga
 
un diario de cien páginas
.
```

Prädikative Ergänzungen werden, wenn sie sich auf das Subjekt beziehen direkt nach dem Verb platziert. – Beispiel:
```
 
Juana
 
es
 muy apañada.
```

Beziehen sich die Ergänzungen aber auf das direkte Objekt (in Kasusterminologie Akkusativ) stehen unmittelbar nach dem Objekt. – Beispiel:
```
 
Juana
 
escribe
 
un diario
 muy interesante.
[
15
]
```

Der spanische Satz kann, wie in anderen Sprachen auch, der Satzanalyse unterworfen werden. Dabei wird der Satz in seine definierten Bestandteile zergliedert, um damit Einblick in die Formen und Funktionen seiner Teile, als seiner Satzstruktur zu bekommen. Hierzu ein einfacher Satz. – Beispiel:
```
 
El gato come un pez.
 
Die Katze frisst einen Fisch.

 
Se lo come.
```

Diesen Satz kann man aus der Perspektive der Dependenzgrammatik in drei Teile und hingegen aus dem Blickwinkel der Konstituentengrammatik in zwei Teile auftrennen.
```
 
El gato
 
come
 
un pez
.
 
Subjekt
 
Prädikat
 
direktes Objekt
. Satzanalyse nach der 
Dependenzgrammatik
 und die Begrifflichkeit (farbig unterlegt) der klassischen Grammatik
```

In der Dependenzgrammatik steht die Beschreibung der Abhängigkeitsverhältnisse im Satz unabhängig von der linearen Anordnung der einzelnen Wörter im Vordergrund. Dependenz ist eine „Eins-zu-eins-Relation“. Jedes Element im Satz (Wort bzw. Morph) entspricht genau einem Knoten in der Struktur des Satzes. Konstituenz hingegen ist eine „Eins-zu-eins-oder-mehr-Relation“. Dort entspricht jedes Element im Satz (Wort oder Morph) mindestens einem Knoten und oft mehr als einem. Der Unterschied ist an einfachen Baumstrukturen leicht zu erkennen. Das übergeordnete Wort ist aus der Sicht der Dependenzgrammatik das Regens, während das untergeordnete Wort das Dependens ist. Jedes Wort hat nur ein Regens, aber kann mehrere Dependentien aufweisen. Die Dependenzgrammatik benennt, im Gegensatz zur klassischen Grammatik oder zur Konstituentengrammatik, weder eine Subjekt-Prädikat-Struktur noch räumt sie dem Subjekt eine besondere Position ein.
```
 
María 
da
 el coche a Juana.
   
Maria gibt das Auto zu Juana.

 
María se lo da.
 
 Maria ihr es sie gibt.
```

```
                 
da

             /          \

María
    
el coche
  
a Juana
.
```

Subjekt indirektes Objektpronomen (in Kasusterminologie Dativ) direktes Objekt (in Kasusterminologie Akkusativ) Die Begrifflichkeit der klassischen Grammatik zum Vergleich.

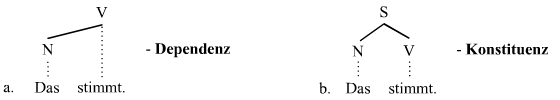
Zwei deutschsprachige Beispiele für eine Satzaufgliederung nach der a. Dependenzgrammatik und b. Konstituentengrammatik

```
 
El gato
 
come un pez
.
 
Subjekt
 
 Prädikat
 
Satzanalyse
 nach der 
Konstituentengrammatik
```

Sprache offenbart in der Analyse die verschiedenen einen Text, einen Satz, eine Wortgruppe oder ein Wort strukturierenden Elemente. Sie sind es, welche die grundlegenden syntaktischen Funktionen, so z. B. Subjekt, Prädikat und Objekt, repräsentieren. Entscheidend bei der Analyse aber ist es, Form und Funktion nicht gleichzusetzen. - Beispiele:
```
* 
Wortgruppen
```

```
El gato
 
Nominalphrase

come
 
Verbalphrase

un pez
 Nominalphrase
```

Eine Nominalphrase NP, sintagma nominal SN stellt eine Gruppe oder Gruppierung von semantisch und syntaktisch zusammengehörigen Wörtern dar, die obligat ein Nomen (im Sinne eines Substantivs) enthalten und syntaktische Funktionen übernehmen. Die NP (SN) kann auch aus nur dem Substantiv alleine oder aus einem betonten Pronomen, pronombres tónicos bestehen.
Auch die Verbalphrase VP, sintagma verbal SV ist eine Gruppe oder Gruppierung von semantisch und syntaktisch zusammengehörigen Wörtern, die als obligaten Kern eine finite Verbform (unter Berücksichtigung des Pro-Drop-Phänomens) aufweist und die im Sinne der Kongruenz nach Person, Numerus, Tempus und Aspekt bestimmt wird; aus der Sicht der klassischen Grammatik erfüllt sie die Funktion des Prädikats.
```
* 
Funktion
```

```
El gato
 
Subjekt

come
 
Prädikat

un pez
 
direktes Objekt
```

```
* 
Wortarten
```

```
 
el
 
Artikel (bestimmt)

 
gato
 
Substantiv

 
come
 
finities Verb

 
un
 Artikel (unbestimmt)
 
pez
 Substantiv.
```

Während sich der deutsche Satz durch eine Distanzstellung und Satzklammer im Satzbau auszeichnet. Eine Distanzstellung ist gegeben, wenn zwei inhaltlich zusammenhängende Satzteile oder zwei Teile eines Satzteils ihrer Stellung nach voneinander getrennt sind. Bei dieser Wortstellung stehen die inhaltlich zusammengehörigen Satzglieder „ha llegado“ unmittelbar nebeneinander. – Beispiel:
```
 
María
 
ha llegado
 
el periódico.
 
Maria sie hat die Zeitung bekommen.
```

Zunächst gilt es eine Äußerung, enunciado von einem Satz, oración abzugrenzen. Ein Satz ist zunächst eine Zusammenstellung lexikalischer und grammatischer Einheiten, die sich durch ein gestuftes, hierarchisch geordnetes Beziehungsgefüge auszeichnen. Der grammatische Satz weist ein Subjekt oder sintagma nominal und ein Prädikat, sintagma verbal auf. Letzteres besteht seinerseits aus dem Verb, verbo oder der perífrasis verbal und den complementos del verbos.
Der Kern des Prädikats kann ein finites Verb sein. Um dieses Verb können sich weitere Satzglieder schichten, etwa die Prädikativa und adverbiale Bestimmungen, complementos circunstanciales. Die attributiven Bestimmungen, complementos predicativos, wiederum beziehen sich auf das Subjekt oder die Objekte. Ein spanisches Verb kann nicht nach dem direkten (in der Kasusterminologie Akkusativ) oder indirektem Objekt (in der Kasusterminologie Dativ) am Satzende platziert werden. Am Ende des spanischen Satzes kann ein Verb nur dann stehen, wenn der Satz nur aus einem Subjekt und Verb bestehen sollte.
Somit sind folgende Stellungen möglich: Subjekt-Verb-Objekt (SVO) und auch Verb-Subjekt-Objekt (VSO). – Beispiel.
```
 
(
Nosotros
) hemos encontrado el coche robado.
 (
S
VO) 
 
Wir
 fanden das Auto gestohlen.
```

Dabei steht „nosotros“, wenn auch häufig nicht oder nur zu bestimmten Zwecken geschrieben, für das Subjekt und „hemos encontrado“ für das Prädikat. Denn die Realisierung des Subjekts ist im Spanischen nicht obligat, sie kann im Vergleich zu anderen Sprachen, leer bleiben (Nullsubjekt- oder Pro-Drop-Sprachen)
```
 
Gustarle
 algo a alguien.
 (VSO)
```

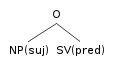
Einfache Satzstruk-tur (Transformations-grammatik)

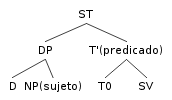
Satzstruktur mit einer temporalen Phrase dabei steht für die Wurzel ST, für den Knoten oder Verzweigungspunkte, etwa NP, VP. Die Äste oder Kanten sind die Verbindungen zwischen den Knoten. Die Blätter sind die Wortformen, sie „hängen“ an nicht-verzweigenden Ästen

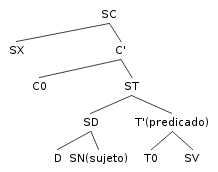
Satzstruktur mit temporaler Phrase erweitert um das sintagma complementante (SC)

Nicht möglich sind Subjekt-Objekt-Verb (SOV) wie im Lateinischen, – Beispiel
```
 
Servus puellam amat.
 
Der Sklave das Mädchen er liebt.
```

oder Objekt-Subjekt-Verb (OSV).

## Die wichtigsten Charakteristiken des spanischen Satzbaus
- Ein Verb darf nicht nach Subjekt und Objekt stehen (niemals die dritte Position, Stelle einnehmen) und alle Verbformen, die im selben Satz vorkommen, gehören zusammen. Zwischen Hilfsverb haber und dem Partizip darf kein anderes Wort eingeschoben werden.
- Einige Faktoren begünstigen eine Subjektinversion (Subjekt nach dem Verb[A 2]);[21]
- Bei Voranstellung des Objekts ist, von Ausnahmen abgesehen, die Wiederholung beim Verb durch ein Personalpronomen zu beachten.
- Die Stellung der unbetonten Personalpronomens, sie ist vor der konjugierten Form oder aber beim Infinitiv, Gerundium und bejahten Imperativ am Verb angehängt.
- Die Verneinung steht immer vor dem Verb, aber vor den unbetonten Personalpronomen (me, te, nos, os, le, les, lo, la, los, las) und vor dem Reflexivpronomen se.

Alle übrigen Satzteile sind mehr oder weniger frei in ihrer Position. Sie können am Satzanfang oder nach dem Verb oder auch am Satzende stehen. Dies trifft vor allem auf die Adverbien und adverbiale Ausdrücke zu. Die Satzadverbien, die sich auf den ganzen Satz beziehen und die Meinung des Sprechers ausdrücken, können ebenfalls am Satzanfang, nach dem Verb oder am Satzende stehen, müssen dann aber durch ein Komma getrennt werden.

### Kongruenz im spanischen Satz
In flektierenden Sprachen, wie es das Spanische ist, besteht eine grundsätzliche die Tendenz dazu die Wörter, die in einer Beziehung zueinander gebracht wurden, in eine formelle Übereinstimmung miteinander zu bringen. Der Begriff der „Kongruenz“ beschreibt allgemein eine dergestaltige, formelle Übereinstimmung zumeist in den Kategorien des Genus, Numerus, Kasus und Person; als verwandte Erscheinung lässt sich noch die Übereinstimmung in Tempus und Modus innerhalb einer Sentenz anführen.
Generell betrachtet ist Kongruenz, concordancia gramatical in der Linguistik die Übereinstimmung von Merkmalsausprägungen in verschiedenen sprachlichen Elementen innerhalb einer syntaktischen Domäne (z. B. Satz oder Konstituente). Vereinfacht formuliert, bezeichnet sie die Übereinstimmung, etwa bezüglich Person, Numerus oder Genus in den entsprechenden Worten der Satzglieder, also bezüglich ihrer grammatischen Kategorien.
Darunter versteht man die Angleichung verschiedener im Satz auftretender Wörter in Person, Numerus, Genus sowie möglichen weiteren Merkmalen. In der spanischen Sprache kongruieren etwa das finite Verb und sein Subjekt sowohl in Person und Numerus. Ein prädikativ gebrauchtes Adjektiv mit dem Subjekt in Numerus und Genus, ein attributives Adjektiv und ein Artikel mit seinem Bezugsnomen ebenfalls in Numerus und Genus. – Beispiele:
```
 
Me gust
a
 
el
 coch
e
.
 
Mir gefällt das Auto.

 
Me gust
an
 
los
 coch
es
.
 
Mir gefallen die Autos.

 
¿Os gust
an
 
los
 conciert
os
 de 
Juan del Encina
? Sí. También nos gust
a
 escuchar músic
a
 de 
Francisco de Salinas
.
 
Euch sie gefallen die Konzerte von Juan del Encina? Ja, ebenso uns gefällt die Musik zu hören von Francisco de Salina.
[
25
]
 Die Person-Numerus-Kongruenz ist im Spanischen obligat, die Genus-Kongruenz hingegen nur in einigen Prädikatkonstruktionen, so dem 
Passiv
, den 
Partizipialperiphrasen
. – Beispiele, beide Sätze in der Zeitform des 
Pretérito perfecto compuestos
:
 
He comprado 
una
 camis
a
 y 
un
 chalec
o
 amarillo.
 
Ich habe gekauft ein Hemd und eine Weste gelbe.

 
He comprado 
un
 abrig
o
 y un sombrer
o
 negros.
 
Ich habe gekauft einen Mantel und einen Hut schwarzen.
```

Es ist aber möglich, aus Rücksicht auf den semantischen Sinn hin, die Kongruenzregel aufzuheben. – Beispiele, beide Sätze in der Zeitform des Pretérito perfecto simple
```
 
La 
mayoría comieron
 sin decir nada.
 
Die Mehrheit sie aßen ohne zu sagen absolut nichts.

 
La 
mayoría comió
 sin decir nada.
 
Die Mehrheit sie aß ohne zu sagen absolut nichts.
```

Das Subjekt „la mayoría“ steht wie im Gebrauch des Artikels abgebildet im Singular, semantisch-inhaltlich verweist es aber auf eine Mehrzahl. Das benutzte Prädikat in Form des Verbs „comer“ kann man deshalb sowohl im Plural als auch im Singular einsetzen.

## Allgemeine Begriffe
Die Syntax ist ein Teil der Grammatik und bietet als ein System von Regularien die Möglichkeit an, dass aus Wörtern und Phrasen Sätze entstehen.
Diese Sätze können weiter in kleinere Bausteine zerlegt werden, welche als Konstituenten bezeichnet werden. Eine Konstituente, constituyente sintáctico definiert sich als
Eine Gruppe von Wörtern, die von einer syntaktischen Regel als Einheit behandelt werden.
Dabei ist es (zunächst) gleichgültig, ob die Konstituente aus einem oder aber auch mehreren Worten bzw. Wortarten besteht. In letzterem Fall lassen sich auch Konstituenten wiederum in weitere Untereinheiten aufgliedern. In der Folge lässt sich daraus eine Konstituentenstruktur oder grafisch ein Konstituentenbaum dargestellt.

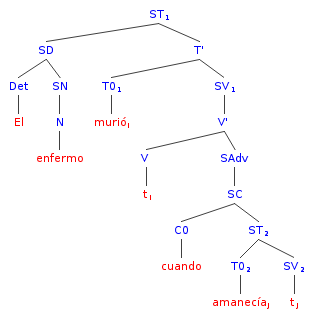
Jede mögliche Verzweigung im Konstituentenbaum nennt man einen Knoten. Jeder Knoten dominiert dabei ein Wort oder eine Wortgruppe (Phrase). Ein Satz, als Ganzes etwa El enfermo murio cuando amanecia, entspricht dem höchsten Knoten (ST_{1}) in diesem syntaktischen Baum.

Die analysierten Konstituenten weisen unterschiedliche grammatische Merkmale auf. Folgende Begriffe sind hier aufzuführen. Die Phrase, sie bezeichnet in der Linguistik eine abgeschlossene (bzw. maximale) syntaktische Einheit, im Gegensatz zu Einheiten, denen noch Ergänzungen fehlen. Es handelt sich also um einen Spezialfall einer Konstituente. Abhängig von verschiedenen Grammatiktheorie werden Phrasen unterschiedlich definiert. In einigen Konstituentengrammatiken werden etwa einzelne Wörter zu den Phrasen gezählt, wenn sie keine weiteren Ergänzungen verlangen, während Dependenzgrammatiken eine syntaktische Einheit erst als Phrase anerkennen, wenn sie aus mehr als einem Wort besteht. Allgemein gleichen sich alle Sprachen darin, dass einzelne Wörter durch weitere Wörter ergänzt werden und dadurch größere Wortgruppen oder Phrasen entstehen. Da die Worte in den Wortgruppen bestimmte Reihenfolgen innehaben müssen, um nicht als ungrammatikalisch empfunden zu werden (syntaktische Regularien), lässt sich folgern, dass sie eine bestimmte, abstrakte Struktur aufweisen müssen, welche die einzelnen unterschiedlichen Wortgruppen grammatikalisch korrekt abbildbar werden lassen. Solche syntaktischen Module, die umstellbar und erweiterbar sind nennt man eben Konstituenten. Der Kopf einer solchen Phrase bestimmt die syntaktische Kategorie der gesamten Phrase. Wenn der Kopf einer Phrase ein Nomen ist, ist die Phrase eine Nominalphrase; wenn der Kopf einer Phrase ein Adjektiv ist, ist die Phrase eine Adjektivphrase usw.
Jeder Phrase ist also ein Kopf, núcleo sintáctico zu eigen. Der Kopf oder Nukleus stellt damit das Kernelement in einer Phrase insofern dar, als er die grammatischen Merkmale der gesamten Phrase bestimmt. Der Kopf oder Nukleus stellt das regierende Element in der Phrase dar, da es die grammatischen Merkmale anderer syntaktischer Elemente darin bestimmt (Rektion). Ein solches Element, das in einem zusammengesetzten Ausdruck, einer Phrase das abhängige Gegenstück zum Kopf bildet, wird auch Dependens genannt. Damit ist der Kopf der Teil eines zusammengesetzten Ausdrucks, der selbst dieselben Merkmale trägt, die auch der Gesamtausdruck trägt und der so den Ursprung der Merkmale des Gesamtausdrucks darstellt. Man sagt, der Kopf projiziert oder vererbt seine Merkmale an den Gesamtausdruck.

### Syntaktische Kategorie und Funktion
Wichtig ist die Unterscheidung zwischen der syntaktischen Kategorie, die sich zunächst als Wortarten auffassen lässt und der syntaktischen Funktion. Die syntaktische Kategorie zeigt eine gewisse Konstanz und Unveränderlichkeit in den Merkmalen der einzelnen Wortarten, so bleibt ein Nomen auch unabhängig von seiner Funktion im Satz ein Nomen. Syntaktische Kategorien übernehmen als Konstituenten bestimmte syntaktische Funktionen oder Satzfunktionen, sie stehen in bestimmten Beziehungen zueinander.
Deshalb ist es wichtig, die unterschiedlichen Ebenen der theoretischen Konstrukte, in die die Begriffe eingebettet sind, zu trennen, um die Syntaktische Funktion und die Syntaktische Kategorie nicht zu verwechseln. So ist etwa das Adverb eine syntaktische Kategorie, hingegen die Adverbiale Bestimmung aber eine syntaktische Funktion. Dies führt zu wichtigen Folgerungen, so:
- besteht keine feste Korrelation zwischen der syntaktischen Kategorie und syntaktischen Funktion;
- dieselbe syntaktische Kategorie, etwa eine Nominalphrase, kann im Satz unterschiedliche syntaktische Funktionen erfüllen, so als Subjekt, Objekt, adverbiale Bestimmung oder als Attribut.
- umgekehrt kann dieselbe syntaktische Funktion, etwa ein Objekt, durch unterschiedliche syntaktische Kategorien realisiert werden, durch eine Nominalphrase, durch eine Präpositionalphrase oder durch einen Nebensatz.

### Sintagma nominal oder Nominalphrase

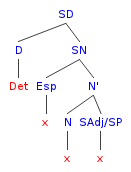
Die Nominalphrase, sintagma nominal (SN) besteht normalerweise aus einem Komplement, complemento sintáctico (C) oder adjunto sintáctico sowie der Determinansphrase, sintagma determinante (SD).

Im Deutschen spricht man anstelle von „Syntagmen“ eher von „Phrasen“. Phrasen bilden eine syntaktische Kategorie die zwischen der Wort- und der Satzebene stehen, es handelt sich dabei um komplexe Konstituenten. Bei der Nominalphrase (NP), sintagma nominal (SN) ist es eine Gruppe von miteinander in Beziehung stehenden Worten, die durch die Expansion der lexikalischen Kategorie des Nomen entstanden sind. Hierzu dienen zum einen die (vorausgehenden) Determinanten, wie:
- Artikel, artículos (D), el, la
- Possessivpronomen, posesivos (D), mis, tus
- Demonstrativpronomen, demonstrativos (D),
- Numeralen, numerales
- Indefinitpronomen, indefinidos (D), alguien
- Interjektion, exclamativos (D)
- Interrogativpronomen, interrogativos (D)

Aber auch die (nachgestellten) Ergänzungen, complementos sind für Nominalphrase, sintagma nominal (SN) bedeutsam, so:
- Adjektive, adjetivo
- Appositionen, aposiciones
- Präposition, sintagma preposicional

```
 
Aquella traje rojo de Gil Pato
```

### Sintagma verbal oder Verbalphrase
Mit Verbalphrase (VP), sintagma verbal (SV) wird in der Linguistik eine Phrase oder eine abgeschlossene syntaktische Einheit bezeichnet, deren sogenannter Kopf, Kern oder Nucleus ein Verb ist. Die Verbalphrase fungiert im Sinne der Phrasenstrukturgrammatik als unmittelbare Konstituente des Satzes und enthält obligatorisch ein Verb. Je nach der Valenz des Verbs im Sinne der Dependenztheorie variiert Zahl und Art der (obligatorischen) Ergänzungen, so etwa Objekt, Adverbial. Aus dieser Perspektive sind alle Elemente direkt oder indirekt vom Verb abhängig. Ferner ist eine beliebige Anzahl von freien Angaben möglich, wobei die Grenze zwischen obligatorischen und fakultativen Ergänzungen nicht immer genau bestimmbar ist. Die dependenzstrukturelle Verbalphrase ist gänzlich anderes als die Verbalphrase im Sinne der Phrasenstrukturgrammatik, vor allem in der generativen Schule der Transformationstheorie zu interpretieren.

## Abkürzungen, spanische und deutsche Begrifflichkeiten
- ST sentencia u oración, Satz
- SN sintagma nominal, Nominalphrase
- SD sintagma determinante, Determinansphrase
- SV sintagma verbal, Verbalphrase
- SX sintagma X, X-Bar-Theorie
- N núcleo sintáctico (nombre, adjetivo o pronombre), syntagmatischer Nukleus,
- V verbo, Verb
- P preposición, Präposition
- C complemento sintáctico, complementador, Komplementierer
- CD complemento directo,
- CI complemento indirecto,
- CP sintagma preposicional o construcción preposicional,
- D determinante, Determinativ.[33]

| „Adverbiale Einfügung“ | Subjekt, sujeto | Prädikat, predicado      | indirektes Objekt, complemento indirecto oder objeto indirecto (in der Kasusterminologie Dativ) | direktes Objekt, complemento directo oder objeto directo (in der Kasusterminologie Akkusativ) | indirektes Objekt, complemento indirecto oder objeto indirecto (in der Kasusterminologie Dativ) | Präpositionalobjekt, complemento preposicional | Adverbiale, complemento circunstancial | „Prädikatseinfügung“ | „Subjekteinfügung“ |
|                        | Juana           | explica                  |                                                                                                 | la situación                                                                                  | a José.                                                                                         |                                                |                                        |                      |                    |
|                        | Juana           | lee                      |                                                                                                 | un libro                                                                                      |                                                                                                 |                                                | muy excitante.                         |                      |                    |
|                        | Juana           | le gusta                 |                                                                                                 |                                                                                               | a José.                                                                                         |                                                |                                        |                      |                    |
|                        | Juana           | piensa                   |                                                                                                 |                                                                                               |                                                                                                 | en José.                                       |                                        |                      |                    |
|                        | Juana           | le da                    |                                                                                                 | el bolígrafo                                                                                  | a José.                                                                                         |                                                |                                        |                      |                    |
|                        | Juana           | escribe                  | a su madre                                                                                      | un libro de quinientos páginas.                                                               |                                                                                                 |                                                |                                        |                      |                    |
|                        | Juana           | vive                     |                                                                                                 |                                                                                               |                                                                                                 |                                                | en Valencia.                           |                      |                    |
|                        | Juana           | cambia                   |                                                                                                 | dólares                                                                                       |                                                                                                 | por euros.                                     |                                        |                      |                    |
|                        | Juana           | le habla                 |                                                                                                 |                                                                                               | a José                                                                                          | de religión.                                   |                                        |                      |                    |
|                        | Juana           | pone                     |                                                                                                 | el bolígrafo                                                                                  |                                                                                                 |                                                | en el escritorio.                      |                      |                    |
|                        | Juana           | ha mostrado              | a sus amigos                                                                                    | el camino.                                                                                    |                                                                                                 |                                                |                                        |                      |                    |
|                        | Juana           | piensa                   |                                                                                                 |                                                                                               |                                                                                                 | en José.                                       |                                        |                      |                    |
|                        | Ella            | (¤)                      | se                                                                                              | lo                                                                                            |                                                                                                 |                                                |                                        | ha mostrado.         |                    |
| En ese momento         | (¤)             | entraron                 |                                                                                                 |                                                                                               |                                                                                                 |                                                | los invitados.                         |                      |                    |
| Mañana                 | Juana           | irá a montar             |                                                                                                 |                                                                                               |                                                                                                 | en bicicleta.                                  |                                        |                      |                    |
|                        | Juana           | irá a montar             |                                                                                                 |                                                                                               |                                                                                                 | en bicicleta                                   | mañana.                                |                      |                    |
| (¤)                    | Juana           | irá (¤) mañana a montar. |                                                                                                 |                                                                                               |                                                                                                 | en bicicleta.                                  |                                        |                      |                    |